# Boggy Depot
Boggy Depot debitantski je studijski album Jerryja Cantrella, gitarista i pjevača američke rock-skupine Alice in Chains. Diskografska kuća Columbia Records objavila ga je 31. ožujka 1998. na gramofonskoj ploči, a 7. travnja 1998. na CD-u. Uradak je nazvan po istoimenom gradu duhova u Oklahomi u kojem je odrastao Cantrellov otac. Producenti su albuma Cantrell i Toby Wright. 
Na albumu se pojavljuju Cantrellovi kolege glazbenici iz Alice in Chainsa Sean Kinney i Mike Inez, a na njemu gostuju i Les Claypool iz Primusa, Rex Brown iz Pantere te Angelo Moore i John Norwood Fisher iz Fishbonea. Boggy Depot debitirao je na 28. mjestu ljestvice Billboard 200 i na njoj je proveo 14 tjedana. Radi promidžbe albuma pjesme "Cut You In", "My Song" i "Dickeye" objavljene su kao singlovi. "Cut You In" dosegla je peto mjesto na Billboardovoj ljestvici Mainstream Rock Tracks, "My Song" dosegla je šesto mjesto, a "Dickeye" 36. mjesto na istoj ljestvici. "Cut You In" bila je nominirana za dvije Billboardove nagrade: za najbolji hard rock/metal-spot i najbolji hard rock/metal-spot novog izvođača. Uradak je ponovno objavljen na obojenoj gramofonskoj ploči 13. prosinca 2019.

## Pozadina
Nakon što je 1996. Alice in Chains održao koncert u Detroitu kao predgrupa Kissu tijekom njegova ponovnog okupljanja, Jerry Cantrell počeo je raditi na prvom samostalnom albumu. Na uratku je radio tijekom 1997. uz pomoć producenta Tobyja Wrighta, s kojim je prethodno radio na albumima Alice in Chinsa. Columbia je u početku tvrdila da će album biti objavljen u listopadu 1997., no objava je naknadno odgođena na drugi datum. U ranim internetskim izvorima uradak se nazivao "Bogey Depot".
U veljači 1998. u intervjuu s MTV Newsom Cantrell je dao izjavu o statusu Alice in Chainsa i svojem novom samostalnom albumu:
Cantrell i Columbia pokrenuli su službeno internetsko mjesto JerryCantrell.com u ožujku 1998. radi promidžbe Boggy Depota. Na tim su se stranicama nalazili dijelovi pjesama i glazbeni spot za pjesmu "Cut You In". Na njima se također nalazio i videozapis intervjua u formatu QuickTime u kojem je Cantrell govorio o tome da se već neko vrijeme bavio mišlju da počne snimati pjesme za samostalni projekt i da je konačno dobio priliku za to kad je Alice in Chains počeo mirovati. Međutim, u izdanju časopisa Guitar World za lipanj 1998. izjavio je da se nevoljko odlučio posvetiti samostalnom projektu jer Alice in Chains nije bio aktivan:

## O albumu
Na Boggy Depotu nalaze se glazbala poput klavira i orgulja te elementi countryja, pogotovo u pjesmama "Hurt a Long Time" i "Between". Cantrell je izjavio da je "odrastao slušajući country" i da se divi tomu što se u pjesmama toga žanra izražavaju snažni osjećaji. Međutim, gitarski stil nalik onom u pjesmama Alice in Chainsa prisutan je u pjesmama kao što su "Jesus Hands" i "Keep the Light On". Pjesme "Settling Down" i "Hurt a Long Time" napisane su 1995. tijekom snimanja albuma Alice in Chains Alice in Chainsa, no sastav ih naposljetku nije odlučio snimiti, pa su tako postale najstarije pjesme koje su se pojavile na Boggy Depotu. Iako se često smatra da "Hurt a Long Time" govori o samoubojstvu Kurta Cobaina, Cantrell je izjavio da zapravo govori o samoubojstvu njegova bratića Kevina.
Na Boggy Depotu pojavljuju se basist Mike Inez i bubnjar Sean Kinney iz Alice in Chainsa, zbog čega ga obožavatelji skupine nazivaju "izgubljenim" albumom Alice in Chainsa odnosno nasljednikom njegova istoimena uratka iz 1995. Na albumu su sudjelovala još tri basista: Rex Brown iz Pantere, John Norwood Fisher iz Fishbonea i Les Claypool iz Primusa. Cantrell je izjavio da je neke od tih glazbenika upoznao na festivalu Lollapalooza 1993., kad su njihove skupine često surađivale na pozornici.
Za snimanje Boggy Depota upotrijebljena je različita oprema. Među pojačalima za gitaru kojima se Cantrell služio bila su Peavey 5150 koje mu je dao Eddie Van Halen, Marshallova, Fenderova i Soldanova pojačala. Na pjesmi "Jesus Hands" skupina glazbenika služila se brojnim starim RAT pedalama Pro Co Sounda i Electro-Harmonixovom distorzijom. Cantrell je izjavio da su se poslužili i "staromodnim lošim mikrofonima", među kojima je bio i jedan koji je Toby Wright kupio u zalagaonici za 20 dolara. Cantrell se služio uglavnom istim gitarama kojima se dotad služio u Alice in Chainsu, među kojima su bile G&L-ov Rampage, Gibsonov Goldtop Les Paul iz 1952. te stari Fenderovi Stratocasteri i Telecasteri. Također je kupio Les Paul Junior Nancy Wilson i obilato se služio njime, a svirao je i gitaru Les Paul nadahnutu pedesetim godinama 20. stoljeća koju mu je poslala tvrtka Gibson. Na određenim se pjesmama na albumu služio različitim gitarama; u pjesmi "Dickeye" gitara Goldtop može se čuti u lijevom kanalu, a njegov noviji bijeli Les Paul u desnom.

## Naziv albuma i ilustracije
Boggy Depot nazvan je po istoimenom gradu duhova u Oklahomi u kojem je odrastao Cantrellov otac. Naslovnica, koju je izradio Rocky Schenck, prikazuje Cantrella prekrivenog blatom kako stoji u rukavcu rijeke Clear Boggyja – riječ je o mjestu koje katkad posjećuje radi lova ili ribolova. Izbor naslovnice razjasnio je u intervjuu:
Cantrell je također dizajnirao ilustracije za album. Fotografije u knjižici albuma prikazuju ruralne dijelove Oklahome. Među tim fotografijama nalazi se i slika na kojoj Cantrell sa svojim praujakom Victorom Laneom sjedi na terasi. Sam CD prikazuje Cantrellovo lice za koje su kirurškim ljepilom prikvačene kuke. Žice prikvačene na kuke povlače se, zbog čega se njegovo lice rasteže.

## Objava i recenzije
Iako je izvorno trebao biti objavljen 24. ožujka 1998., Boggy Depot naposljetku je objavljen 7. travnja 1998. Posebna inačica albuma na dvjema gramofonskim pločama objavljena je 31. ožujka 1998. Boggy Depot debitirao je na 28. mjestu ljestvice Billboard 200 nakon što je u Sjedinjenim Državama prodan u više od 46 000 primjeraka. Na toj je ljestvici ostao 14 tjedana.
Album je uglavnom dobio podijeljene kritike. AllMusicov recenzent Stephen Thomas Erlewine izjavio je da je Cantrell samostalni glazbenik koji se nerado nalazio u tom položaju i koji bi radije objavljivao svoje radove kao dio Alice in Chainsa. Međutim, dodao je da na "[ovom albumu] ima na tone onoga što voli svaki Aliceov obožavatelj [...]". Istaknuo je da gitarske solodionice pjesme uglavnom čine predugačkima, ali je spomenuo da usprkos tomu što Boggy Depotu manjka "psihološka težina" Dirta, svejedno "gotovo da uspijeva ponoviti taj zvuk". Billboard ga je opisao sličnim Cantrellovu radu u Alice in Chainsu i nazvao ga "albumom koji potvrđuje Cantrellov ugled kao pjevača, kantautora i izvođača i u samostalnim vodama".
U prosincu 1999. Stephen Thompson iz The A.V. Cluba naveo je Boggy Depot u popisu kandidata za najmanje važnih samostalnih albuma u svojem članku "Least Essential Albums of the '90s".

## Turneja i promidžba
Cantrell je krenuo na promidžbenu turneju 24. lipnja u West Palm Beachu na Floridi s Days of the Newom i Metallicom, koja je bila glavna skupina na turneji Poor Re-Touring Me Tour. Za koncertnu je postavu Cantrell izabrao Chris DeGarmo, bivšeg gitarista sastava Queensrÿche, basista Nicka Rhineharta iz sastava Old Lady Litterbug, nekadašnjeg Fishboneova klavijaturista Chrisa Dowda i Seana Kinneyja, bubnjara Alice in Chainsa. Cantrellov je sastav bio predgrupa Van Halenu na njegovoj ljetnoj turneji za 1998. Cantrellova je grupa svirala i pjesme Alice in Chainsa, a često je zaključivala koncerte pjesmama "Brain Damage/Eclipse" Pink Floyda.
Iako se Cantrell u početku osjećao nelagodno kao frontmen, recenzenti publikacija poput Los Angeles Times i Varietyja pohvalili su njegove koncerte. Ohrabren pozitivnim odazivom, Cantrell je krenuo na turneju kao glavni izvođač; prvi je koncert održao 1. listopada u Milwaukeeju u Wisconsinu. Flight 16 bio je predgrupa njegovu sastavu.
"Cut You In" objavljen je s popratnim glazbenim spotom kao glavni singl s Boggy Depota. Pjesma je neuobičajena za Cantrellov glazbeni stil jer se u njoj pojavljuje rog. U prvih pet dana nakon objave postala je najreproduciranija pjesma na radijskim postajama specijaliziranima za rock i alternativnu glazbu, a čulo ju je više od devet milijuna ljudi. Drugi singl "My Song" nalazila se na Billboardovoj ljestvici Mainstream Rock Tracks 13 tjedana. Glazbeni je spot za tu pjesmu režirao Rocky Schenck, a u njemu se pojavljuje Ann Magnuson, umjetnica performansa. Treći i posljednji singl "Dickeye" također se pojavio na ljestvici, no samo nakratko.
Dana 19. srpnja 1998. Cantrell je sudjelovao u intervjuu u MTV-jevoj emisiji 120 Minutes, koja je također prikazala spotove za pjesme "Cut You In" i "My Song".

## Nagrade i nominacije
Billboard Music Video Awards
| Godina | Rad        | Kategorija                                   | Rezultat   | Izv.   |
| ------ | ---------- | -------------------------------------------- | ---------- | ------ |
| 1998.  | Cut You In | Najbolji hard rock/metal-spot                | Nominacija | [ 27 ] |
| 1998.  | Cut You In | Najbolji hard rock/metal-spot novog izvođača | Nominacija | [ 27 ] |

## Popis pjesama
Tekstovi i glazba: Jerry Cantrell. 
| 1.    | »Dickeye«           | 5:06 |
| 2.    | »Cut You In«        | 3:22 |
| 3.    | »My Song«           | 4:06 |
| 4.    | »Settling Down«     | 6:11 |
| 5.    | »Breaks My Back«    | 7:07 |
| 6.    | »Jesus Hands«       | 5:37 |
| 7.    | »Devil by His Side« | 4:50 |
| 8.    | »Keep the Light On« | 4:49 |
| 9.    | »Satisfy«           | 3:35 |
| 10.   | »Hurt a Long Time«  | 5:41 |
| 11.   | »Between«           | 3:37 |
| 12.   | »Cold Piece«        | 8:29 |
| 62:30 |                     |      |

## Zasluge
| Jerry Cantrell - Jerry Cantrell – vokali, gitara, klavinet, orgulje, klavir, čelični bubnjevi, produkcija - Sean Kinney – bubnjevi Dodatni glazbenici - Rex Brown – bas-gitara (na pjesmama 1, 3, 8, 9 i 10) - Mike Inez – bas-gitara (na pjesmama 2, 6 i 7) - John Norwood Fisher – bas-gitara (na pjesmama 4 i 5) - Les Claypool – bas-gitara (na pjesmama 11 i 12) - Angelo Moore – rog (na pjesmama 2 i 12) | Ostalo osoblje - Toby Wright – produkcija, snimanje, miksanje - Scott Olson – dodatna tonska obrada - Sam Hofstedt – pomoć pri miksanju - Rocky Schenck – fotografija - Brandy Flower – dizajn - Mary Maurer – umjetnička direktorica - Stephen Marcussen – masteriranje |

## Ljestvice
Album – Billboard (Sjedinjene Američke Države)
| Godina | Ljestvica            | Najviša pozicija |
| ------ | -------------------- | ---------------- |
| 1998.  | Billboard 200        | 28               |
| 1998.  | Canadian Top 100 CDs | 39               |

Singlovi – Billboard (Sjedinjene Američke Države)
| Godina | Singl        | Ljestvica              | Najviša pozicija |
| ------ | ------------ | ---------------------- | ---------------- |
| 1998.  | "Cut You In" | Mainstream Rock Tracks | 5                |
| 1998.  | "Cut You In" | Modern Rock Tracks     | 15               |
| 1998.  | "Dickeye"    | Mainstream Rock Tracks | 36               |
| 1998.  | "My Song"    | Mainstream Rock Tracks | 6                |